# Большое Кизи
Большо́е Кизи́ или Кизи́ (устар. Кидзи, Кызи) — крупное пресноводное озеро в Ульчском районе Хабаровского края России. Располагается на высоте 6 м над уровнем моря, в правобережье нижнего течения реки Амур; с севера и юга обрамлено невысокими горами.
При среднем уровне воды площадь озера составляет 280 км². Площадь водосборного бассейна — 5100 км². Глубина — до 3—4 метров. Озеро находится в заливном бассейне Амура и его параметры зависят от уровня воды в реке. Расположено недалеко от правого берега Амура, с которым соединено рядом проток, и зигзагообразно вытянуто с востока на запад на 50 км, при ширине до 9 км.
Кизи делится на несколько частей: Айский залив, Нижнее Кизи, Верхнее Кизи. В озеро впадают реки Яй, Пей-Хой, Зеркальный, Долонцы, Кирпичный, Малая Чильба, Покусаев, Дульди, Большое Табо, Сиговая, Шитниковская, Санники, Перебоевка и др.
От Татарского пролива озеро отделяет полоса суши шириной 8,5 км с высотами до 55 м. Существует проект канала через эту низменность, что позволило бы избегнуть мелких и опасных устьев Амура и удлинило бы период судоходства, так как самая нижняя часть течения Амура покрыта льдом гораздо дольше.
На берегах озера Кизи находятся населённые пункты Ульчского района: Кизи, Чильба, Тулинское, Большие Санники, Мариинский Рейд.